# Second Voice (Band)
Second Voice war eine deutsche Electro-Wave-Band aus Goslar, Niedersachsen.

## Geschichte
Second Voice wurde in ihren Anfängen 1985 gegründet und bestand aktiv bis 1993. Ab diesem Zeitpunkt folgten nur noch diverse Titel auf Samplern, ohne dass die Band eigenständige Alben veröffentlichte.
In der Gründungszeit bestand Second Voice aus den Mitgliedern Guido Fricke (Keyboards), Ingo Weihe (Keyboards, Gitarre) und kurz darauf zusätzlich aus Thomas Franzmann (Gesang). 1987 löste der Keyboarder Christian Scholze das bisherige Gründungsmitglied Ingo Weihe ab.
Die erste Demo-Veröffentlichung war 1986 das Tape Trog. 1987 folgte das Demo-Tape Restlessness, 1988 Perpetuate und 1989 ein weiteres, A Strange Day's D.A.W.N.
Second Voice galten auch Jahre nach ihrer Auflösung als Trendsetter der Szene, nicht zuletzt durch den Hit Celebrate Our Death, der die Band auch schnell außerhalb Europas bekannt machte. Der langjährige Manager der Band George Lindt veröffentlichte auf seinem Label Kodex/Suhshia die Compilation D.A.W.N. - The Collection. Später erschienen bei diesem Label auch die Nachfolgeband von Guido Fricke „La Floa Maldita“.

## Diskografie
- 1990: This Is the End (12")
- 1991: If You Had (12", Promo-Veröffentlichung)
- 1992: Living in Paradise (Maxi-CD)
- 1992: Murder She Said (Album)
- 1993: Approaching Luna (Album)
- 1993: Celebrate Our Death (Maxi-CD)
- 1996: D.A.W.N. − The Collection (Doppel-CD, Compilation)